# Национальная галерея Индонезии
Национальная галерея Индонезии (индон. Galeri Nasional Indonesia) —  это одновременно музей и художественная галерея, которая находится в городе Джакарта, Индонезия. Национальная галерея Индонезии, как заведение культуры в сфере изобразительного искусства, существует с 8 мая 1999 года. Заведение, сохраняя, продвигая и выставляя экспонаты изобразительного искусства в Индонезии, играет важную роль в приобщении народа к искусству.

## История

### Комплекс зданий
Комплекс располагался на Конингсплейн Ост № 14 в Батавии (ныне – Джакарта). Главное здание (корпус А) было построено в 1817 году Г.К. Ван Райком как Индийская резиденция (нидерл. Indische Woonhuis) в колониальном стиле Голландской Ост-Индии. Материалы для строительства были взяты из развалин замка Батавии (Kasteel Batavia).

В 1900 году комплекс был преобразован в старшую школу (HBS), известную как Карпентьер Альтинг Истеблишмент (CAS), и передан под руководство голландского протестантского пастора и выдающегося масона Альберта Самуэля Карпентьера Альтинга (1837-1915). Бывшая Индийская резиденция (корпус А) была преобразована в здание женского общежития, и одновременно были достроены несколько корпусов для улучшения функционирования школы, а именно здание лицея или начальной школы (1902, в настоящее время корпус Б Национальной галереи); здание средней школы (MULO); и здание старшей (HBS) школы.

После обретения независимости в 1945 году школа Карпентьер Альтинг Истеблишмент (CAS) продолжала обучать оставшееся многочисленное белое сообщество поселенцев Джакарты, хотя правительство Индонезии заставило школу принимать в студенты представителей других рас.

В 1955 году правительство Индонезии запретило все виды деятельности, связанные с голландским колониальным правлением. Школа была передана под руководство Раден Салех Истеблишмент (Raden Saleh Foundation), которое продолжило деятельность Карпентьер Альтинг Истеблишмент (CAS), оставшись под эгидой масонства.

В 1961 году все голландские студенты и преподаватели Карпентьер Альтинг Истеблишмент (CAS) были изгнаны индонезийским правительством, сама школа была упразднена, а её помещения были отданы под государственную начальную школу № 1 (SDN 01) и старшую школу 7 (Sekolah Menengah Atas 7). В 1962 году военные власти опубликовали Постановление, подписанное президентом Сукарно, запрещающее масонство в Индонезии. В результате, Раден Салех Истеблишмент (Raden Saleh Foundation) было расформировано, и школа перешла под попечительство Департамента образования и культуры Республики Индонезия.

В 1965 году, во антикоммунистической резни, развёрнутой после попытки прокоммунистического переворота, главное здание использовалось как штаб-квартира антикоммунистического молодежного союза КАППИ. Члены КАППИ устраивали демонстрации с требованием роспуска индонезийской коммунистической партии.

Как только политическая ситуация улучшилась, зданием воспользовалась индонезийская армия (Tentara Nasional Indonesia Angkatan Darat or TNI/AD) в качестве штаб-квартиры джакартской пехотной бригады, входящей в военный округ Jakarta Raya V (Komando Daerah Militer V Jakarta Raya: Kodam Jaya).

В 1981 году, на основе телеграммы, полученной от начальника штаба армии (индон. Kepala Staf Angkatan Darat (KSAD)), за номером 51/1978/1981, и подкреплённой Приказом от Командующего военным округом Jakarta Raya V за номером SKIP/194/1982, главное здание было возвращено Департаменту образования и культуры. Затем, на основе Постановления Генерального секретаря Департамента образования и культуры за номером 126/F/1982 от 28 февраля 1982 года руководство зданием было передано Генеральному Директорату культуры. Это главное здание (корпус А) с тех пор используется в качестве выставочного зала и в настоящее время является центральным сооружением Национальной галереи Индонезии.

### Основание Национальной галереи Индонезии
Основание Национальной галереи Индонезии было одним из заданий, нацеленных на воплощение Программы национального центра культурного развития (индон. Wisma Seni Nasional/Pusat Pengembangan Kebudayaan Nasional), запущенной в 1960-х.

В ожидании реализации Программы национального центра культурного развития, профессор, доктор Фуад Хасан (в то время министр образования и культуры) организовал реставрацию здания, чтобы совершенствовать его функционирование в качестве художественной выставки, арт-центра и центра разного рода мероприятий, способствующих признанию искусства. Отреставрированное здание было открыто в 1987 году.

В 1995 году после интенсивного лоббирования с заинтересованными органами, заведение, известное как Национальная галерея Индонезии, обрела свой нынешний вид и функции на основе соответствующих документов. Первым, изданным в 1998 году, было Постановление координационного министра по развитию и расширению прав и возможностей государственной службы (индон. Menko Pengawasan Pembangunan dan Pendayagunaan Aparatur Negara) за номером 34?MK/.WASPAN/1998. Затем это постановление было подтверждено Постановлением Министерства образования и культуры за номером 099a/0/1998, и здание было открыто 8 мая 1999 года.

Первоначальное сооружение Национальной галереи Индонезии (Depertment of Education and Culture Decision Letter No. 099a/0/1998) претерпело несколько изменений, как это отражено в документе BP BUDPAR No. Kep.07/BPBUDPAR/2002, но затем приобрело свой вид в соответствии с политикой Министерства культуры и туризма. Это последнее изменение было связано с изменением административного аппарата Министерства культуры и туризма в Департаменте культуры и туризма согласно документу km.55/OT.001/MPK/2003 и совсем недавнему Постановлению министра культуры и туризма за номером PM.41/OT.002/MPK - 2006.

## Коллекция
Сегодня музей хранит 1770 произведений искусства индонезийских и зарубежных живописцев, среди которых наиболее примечательными являются работы художников Индонезии Раден Салеха, Аффанди Кусума, Басуки Абдуллаха, а также некоторых зарубежных мастеров, таких как  Василия Кандинского, Константина Маковского,  Ханса Хартунга, Виктора Вазарели, Сони Делоне, Пьера Сулажа и Чжао Уцзи.